# فران گونزالز
فران گونزالز (انگلیسی: Fran González؛ زادهٔ ۲۴ ژوئن ۲۰۰۵) بازیکن فوتبال است که در حال حاضر برای باشگاه فوتبال رئال مادرید کاستیا بازی می‌کند. 
وی همچنین در تیم ملی فوتبال زیر ۱۹ سال اسپانیا بازی کرده است.

## زندگی اولیه و حرفه
گونسالس در ۲۴ ژوئن ۲۰۰۵ در لئون به دنیا آمد. از سن پنج سالگی که فوتبال را شروع کرد، فران گونسالس در رده‌های سنی باشگاه فرهنگی ورزشی لئونسا پرورش یافت و استعداد برجسته‌ای به عنوان دروازه‌بان از خود نشان داد. او به مدت ۱۲ فصل با عشق از رنگ‌های لئونسا دفاع کرد.

### رئال مادرید
در سال ۲۰۲۲، گونسالس پس از یک فصل حضور در لیگ ملی با تیم جوانان ب باشگاه فرهنگی ورزشی لئونسا به رئال مادرید پیوست. عملکرد او در تیم جوانان ب رئال مادرید توجه‌ها را جلب کرد، به‌ویژه تحت نظر لوئیس یوپیس، مربی دروازه‌بان‌های تیم اول که تحت سرپرستی کارلو آنچلوتی بود.
در ژوئیه ۲۰۲۳، گونزالز برای پیش‌فصل تیم اول رئال مادرید در ایالات متحده فراخوانده شد که این یک نقطه عطف در حرفه او بود. تمدید قرارداد پنج ساله‌اش با رئال مادرید موقعیت او را تثبیت کرد و او را به یکی از چهار دروازه‌بان برای فصل ۲۰۲۳/۲۴ تبدیل کرد.
فران گونزالز به تیم جوانان الف رئال مادرید پیوست، و بین مسابقات با تیم سی رئال مادرید  در تِرِسرا فدراسیون به تناوب بازی کرد. با وجود اینکه بخشی از ترکیب تیم اول نبود، جوانی او مانع از این نشد که در ترسرا فدراسیون به عنوان بازیکن ثابت در یک پیروزی ۰–۱ در لاز روزاس بازی کند. او همچنین با تیم اول در تور ایالات متحده سفر کرد و برای لیگ قهرمانان ثبت‌نام شد.
او همچنین برای نمایندگی از تیم ملی زیر ۱۹ سال اسپانیا فراخوانده شده است.

## سبک بازی
گونسالس به خاطر عکس‌العمل‌ها، چابکی و مهارت در مهار شوت‌ها شناخته می‌شود.

## زندگی شخصی
گونسالس ایکر کاسیاس، دروازه‌بان سابق تیم ملی اسپانیا را به عنوان الگوی فوتبالی خود می‌داند.

## آمار حرفه‌ای

### باشگاه
تا تاریخ تا تاریخ ۲۵ مه ۲۰۲۴
| باشگاه         | فصل         | لیگ             | لیگ    | لیگ  | سایر   | سایر | جمع    | جمع  |
| باشگاه         | فصل         | دسته            | حضورها | گل‌ها | حضورها | گل‌ها | حضورها | گل‌ها |
| -------------- | ----------- | --------------- | ------ | ---- | ------ | ---- | ------ | ---- |
| رئال مادرید سی | ۲۰۲۳–۲۴     | ترسرا فدراسیون  | ۲۲     | ۰    | —      | —    | ۲۲     | ۰    |
| رئال مادرید بی | ۲۰۲۳–۲۴     | پریمرا فدراسیون | ۱      | ۰    | —      | —    | ۱      | ۰    |
| جمع کل حرفه    | جمع کل حرفه | جمع کل حرفه     | ۲۳     | ۰    | ۰      | ۰    | ۲۳     | ۰    |

## افتخارات
رئال مادرید
- لیگ قهرمانان اروپا۲۰۲۳–۲۴[۱۳]
- سوپر کاپ یوفا۲۰۲۴

اسپانیا زیر ۱۹ سال
- مسابقات قهرمانی زیر ۱۹ سال اروپا۲۰۲۴[۱۴]